# Супутникова зйомка

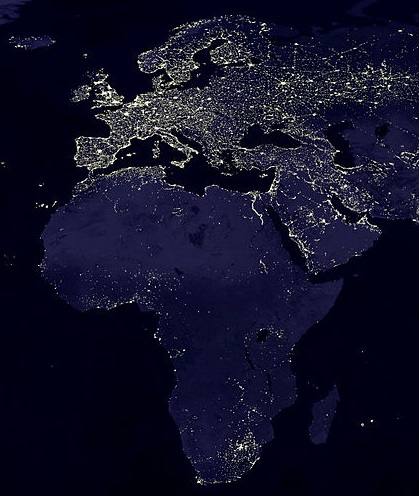
Супутникова зйомка нічної Європи і Азії.

Супутникова зйомка — фотографічна або відеографічна зйомка Землі чи інших планет з допомогою супутників.

## Загальна інформація
Супутникові зображення знаходять застосування в багатьох галузях діяльності — сільське господарство, геологічних та гідрологічних дослідженнях, лісівництві, охороні навколишнього середовища, плануванні територій, освітніх, наукових, розвідувальних і військових цілях. Такі зображення можуть бути виконані як у видимій частині спектру, так і в ультрафіолетовій, інфрачервоній і інших частинах діапазону. Також існують різні карти рельєфу, виконані за допомогою радарної зйомки.
Дешифрування і аналіз супутникових знімків в даний час все більше виконується за допомогою автоматизованих програмних комплексів, таких як ERDAS Imagine або ENVI. На початку розвитку цієї галузі деякі з видів поліпшень зображень на замовлення уряду США виконувалися фірмами-підрядниками. Наприклад, фірма ESL Incorporated розробила один з перших варіантів двомірного перетворення Фур'є для цифрової обробки зображень.

## Історія

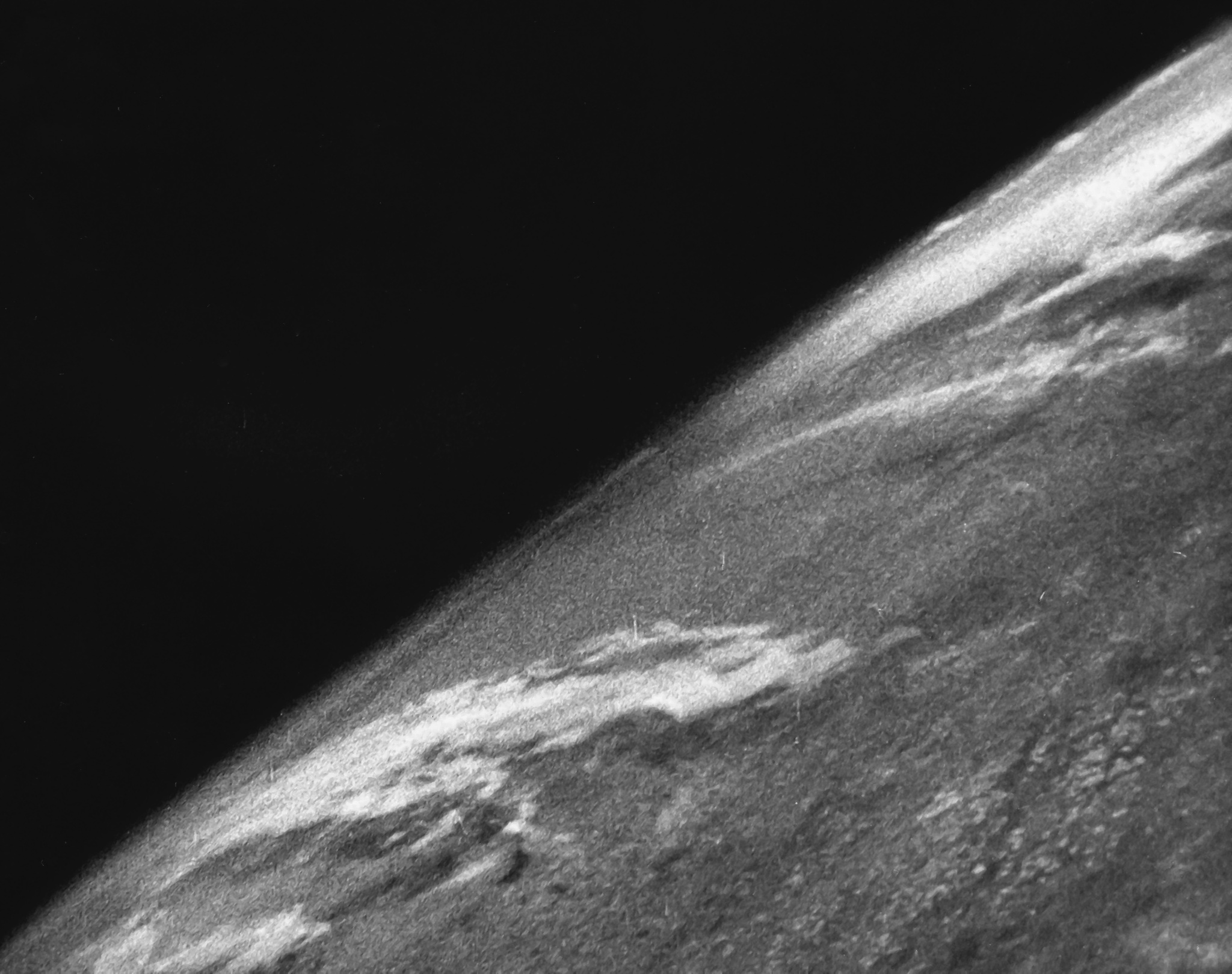
Перші фотографії, зроблені з космосу були отримані 24 жовтня 1946 р. під час суборбітального польоту ракети V-2 запущеної США (політ № 13). Фотографії зроблені кожні 1,5 секунди. Найбільша висота зйомки — 65 миль (105 км) у 5 разів вища, ніж будь-яких фото зроблених раніше.

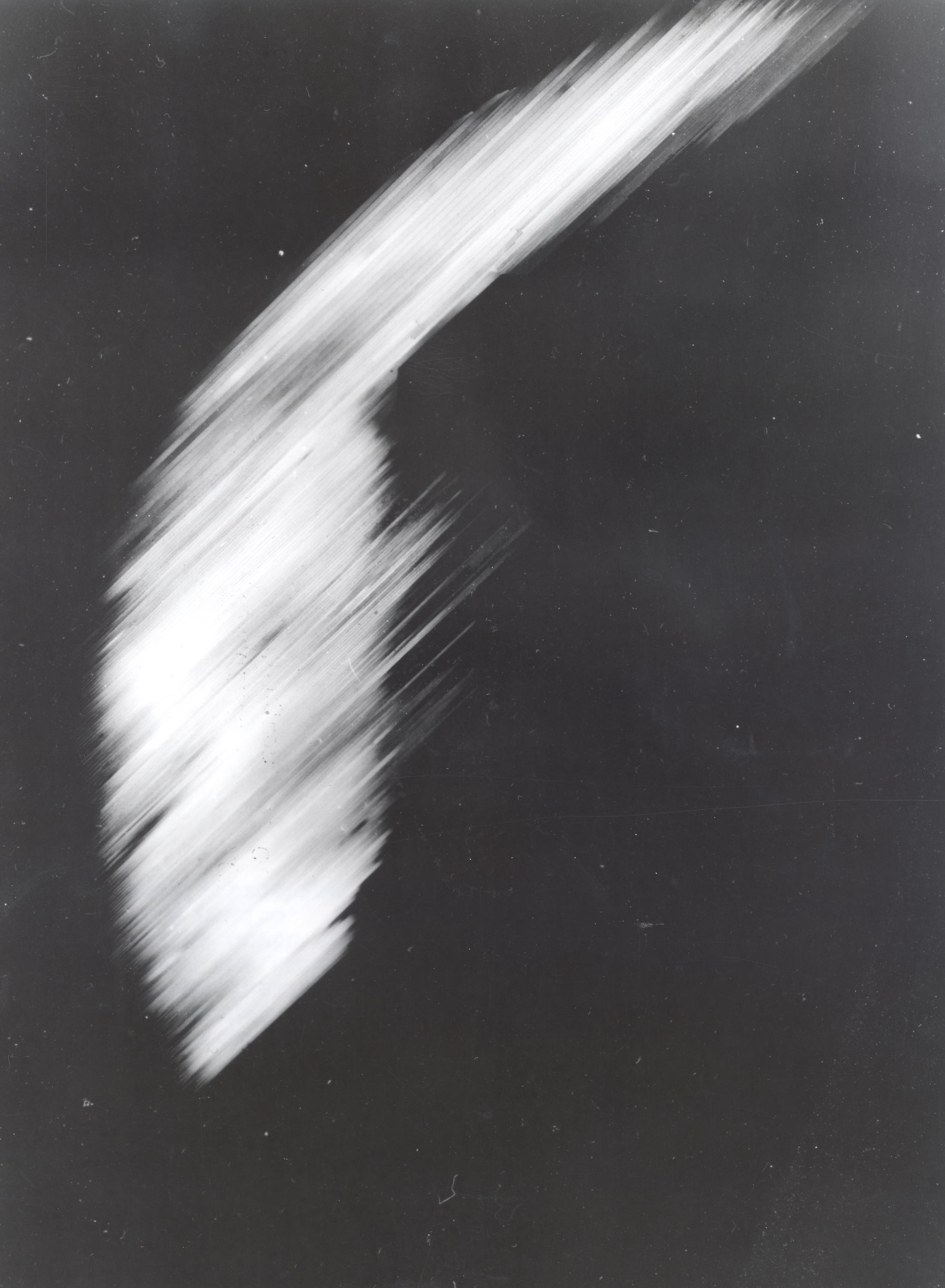
Це перше необроблене зображення, одержане зі штучного супутник Землі Explorer VI, запущеного 7 серпня 1959. Сфотографовано освітлену сонцем область в центральній частині Тихого океану і її хмарний покрив. Фотографія була зроблена, коли супутник був близько 17 000 миль (27 000 км) над поверхнею Землі 14 серпня 1959. У той час супутник пролітав над Мексикою. Сигнали були отримані на станції стеження Саут-Пойнт, Гаваї.

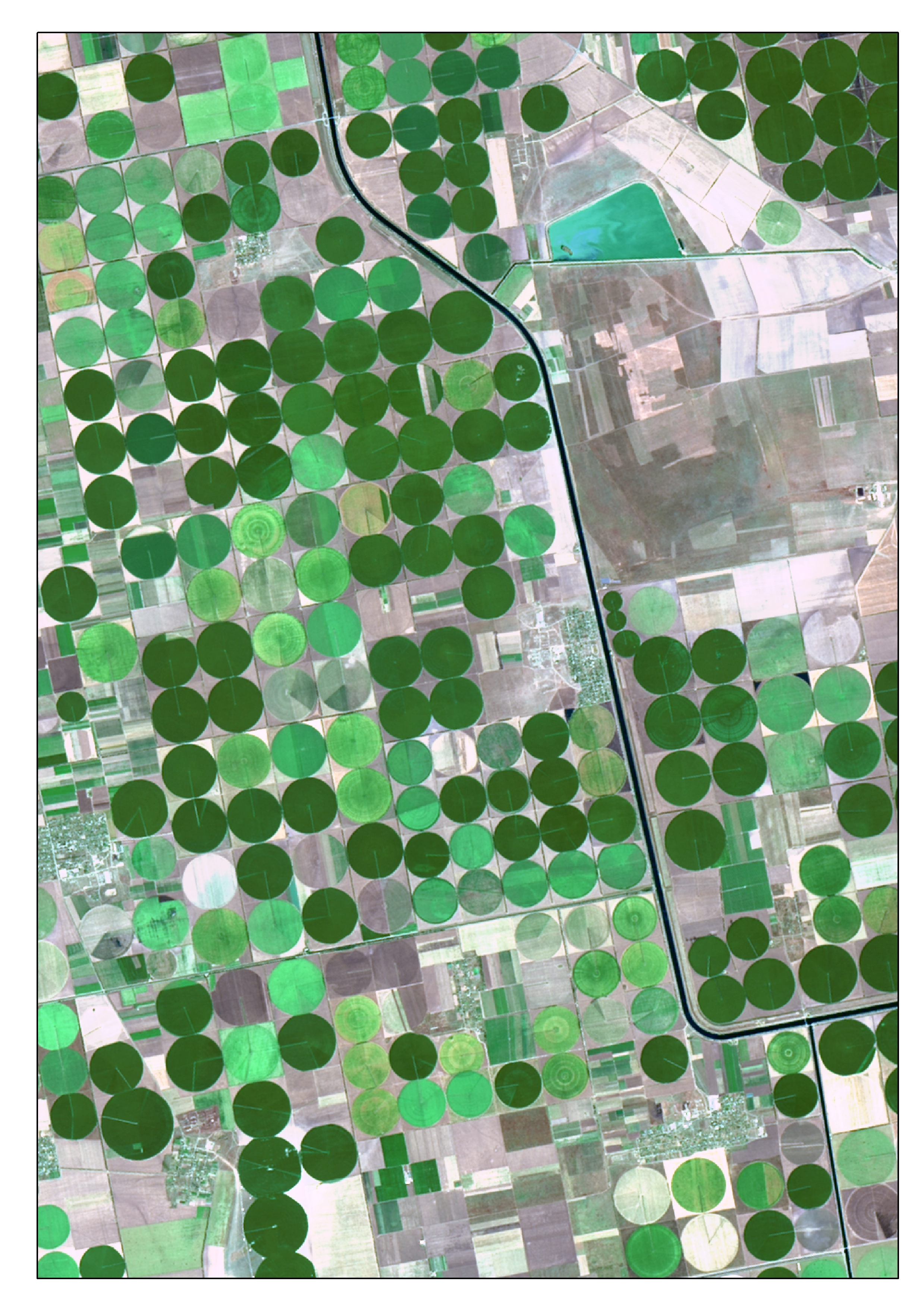
Супутникове зображення зрошуваних полів та системи іригації Каховського зрошувального каналу отримане супутником Landsat 8.

Перша світлина Землі з космосу була отримана 24 жовтня 1946. Запущена в США з полігону White Sands Missile Range автоматична ракета V-2 вийшла на суборбітальну траєкторію і зробила серію знімків Землі з висоти 65 миль. Зйомка здійснювалась 35-мм кінокамерою на чорно-білу кіноплівку. З апогеєм зйомки у 65 миль (105 км), ці фото були зроблені з висоти майже у 5 разів більшої, ніж попередній рекорд, фото якого були зроблені з повітряної кулі (стратостата) Explorer II з висоти 13,7 милі (22 км) в 1935. Перша супутникова (орбітальна) фотографія Землі була зроблена 14 серпня 1959 американським спутником Explorer 6., а перші фотографії Місяця — радянським супутником Луна-3 6 жовтня того ж року (під час фотографування зворотної сторони Місяця).
Відома світлина Blue Marble була знята у грудні 1972 року. У тому ж році США почало програму Landsat — найбільшу програму з фотографування поверхні Землі з космосу (останній супутник цієї програми, Landsat 8, був запущений у 1999 році). У 1977 році в рамках розвідувальної програми KH-11 був зроблений перший знімок, отриманий у реальному часі.